# قطعنامه ۱۲۳۲ شورای امنیت
قطعنامه ۱۲۳۲ شورای امنیت سازمان ملل متحد که در تاریخ ۳۰ مارس ۱۹۹۹ تصویب شد، سندی بین‌المللی دربارهٔ بررسی وضعیت مربوط به صحرای غربی است. این قطعنامه طی نشست ۳۹۹۰ام با ۱۵ رای موافق، ۰ مخالف و ۰ ممتنع تصویب شد.